# Le donne di Dante
Le donne di Dante è un saggio scritto dall'italianista Marco Santagata e pubblicato nel 2021 da Il Mulino, sulle figure femminili nell'opera di Dante Alighieri. 
Il libro, in commercio dal 4 febbraio 2021 (a quasi tre mesi dalla scomparsa dell'autore), come vendite si è posizionato al n° 8 nei bestseller della categoria "Critica letteraria sulla poesia". Il volume, in edizione rilegata, contiene 412 pagine, di cui 226 illustrazioni a colori.

## Indice (selezione)

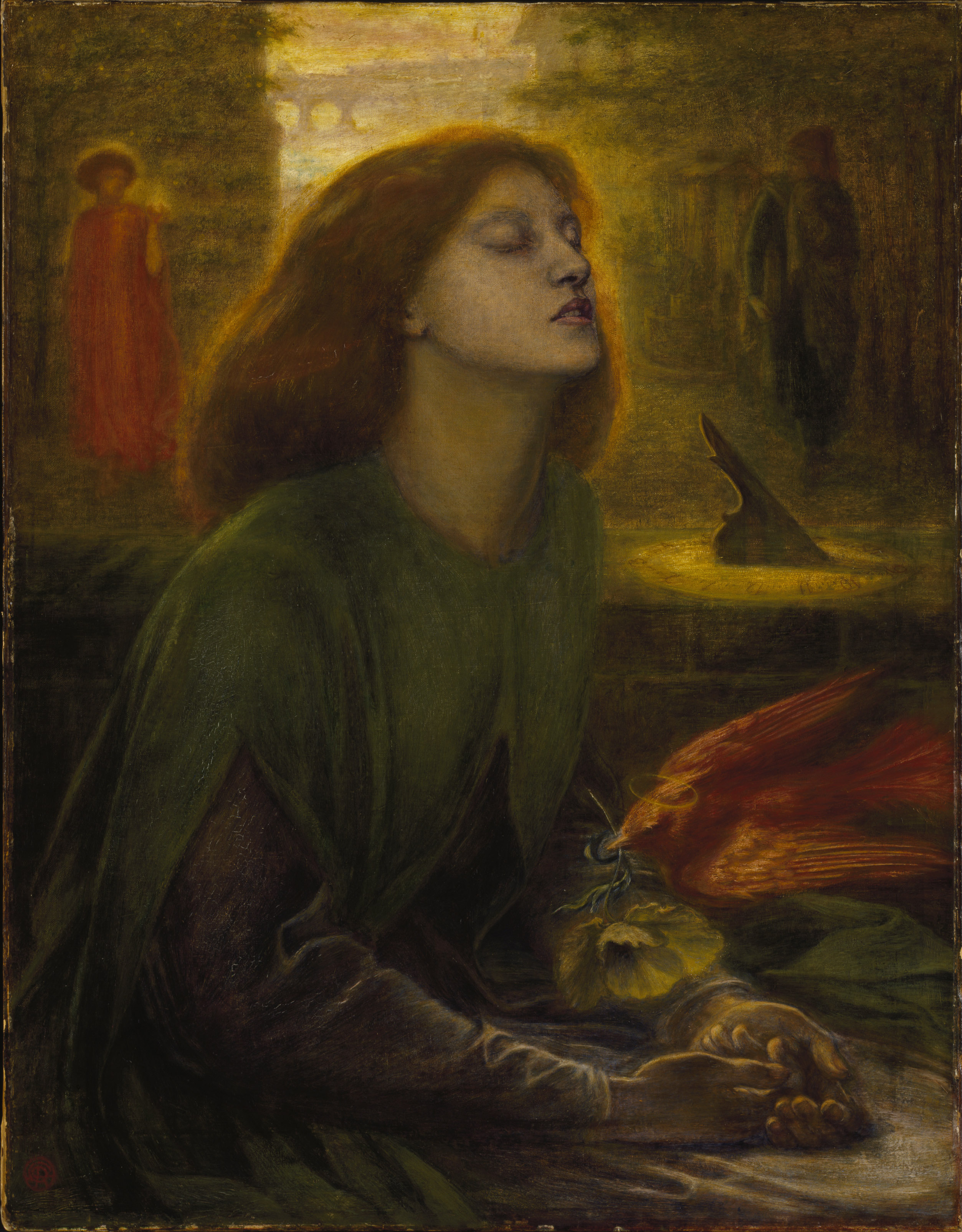
Ritratto di Beatrice Portinari (tra il 1864 e il 1870)

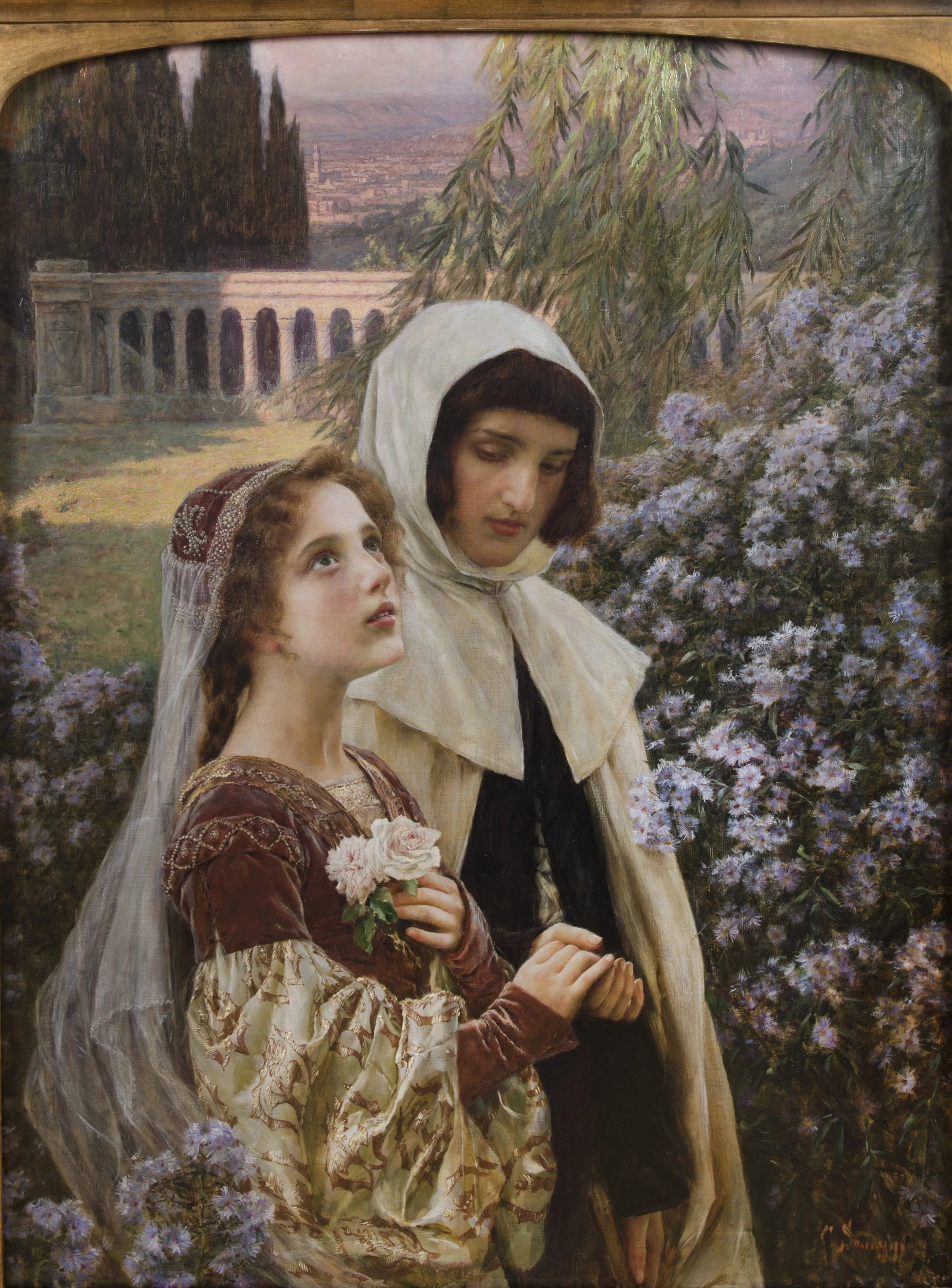
Incipit vita nova, Dante e Beatrice in giardino, 1903, opera di Cesare Saccaggi da Tortona.